# 衛國郡
衛國郡，中国五胡十六国时设置的郡。
后赵延熙元年（334年）改顿丘郡置衛國郡，治所在顿丘县（今河南省清丰县西南）。下辖顿丘县、繁阳县、阴安县、卫县。属司隶。后赵灭亡，属李历。前燕光寿二年（358年），改衛國郡为东郡。